# Missa tridentina

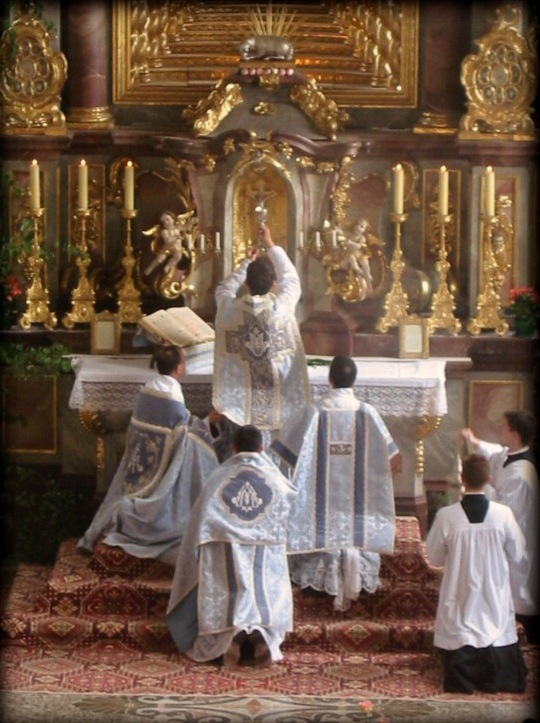
Consagració del Calze a la missa tradicional.

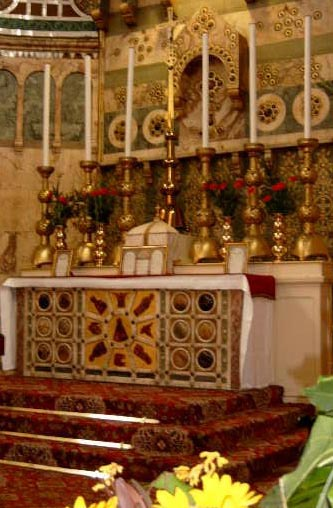
L'altar disposat per oficiar la missa segons la forma extraordinària, mirant a orient.

La missa tridentina  és el ritual de la missa del ritu romà de l'Església Catòlica, com s'hi descriu les edicions successives del missal romà que van ser promulgades des 1570 a 1962.
El qualificatiu de "tridentina" es refereix al seu origen, ja que va ser tipificada, reformada i uniformitzada a tota l'Església llatina per iniciativa del Concili de Trento. També se l'anomena missa de Sant Pius V, el papa que la va codificar fins a la reforma de Pau VI. Altres noms són missa llatina, missa preconciliar (és a dir, d'abans del Concili Vaticà II), missa clàssica o de sempre, tradicional o, simplement, "missa en llatí".

## Història
El papa Pius V va publicar, l'any 1570, una edició del Missal Romà, que va ordenar fos usat en tota l'església occidental, excepte en aquelles regions i ordes religiosos que tenien missals anteriors al 1370. La majoria d'aquestes regions i ordres han adoptat des de llavors el Missal Romà, quedant només el ritu ambrosià, el mossàrab, el de Braga, i el dels cartoixans. Alguns pocs individus i comunitats conserven encara ritus d'altres famílies religioses, com l'Orde dels Germans Predicadors i els Carmelites.
Les formes de la missa romana que existien prèvies a la missa tridentina, es coneixen com a “misses pretridentines”, i la forma que va entrar en vigència a partir de l'any 1970, la descripció es troba en l'article missa, es coneix com a missa de Pau VI, "Novus Ordo Missae", o "nova missa", entre altres noms.
Per decret pontifici en forma de motu proprio "Summorum Pontificum" promulgat per Benet XVI s'estableix que el ritu romà tradicional (anomenat al motu proprio com "forma extraordinària del ritu romà") mai no ha estat abolit i la seva vigència és perpètua, i a més s'autoritza la celebració segons aquesta forma tradicional en tots els temples que es desitgi, per iniciativa del sacerdot rector d'església, o bé, responent a la sol·licitud feta per un grup de fidels per a la celebració de la missa en la forma tradicional (l'anomenat "grup estable", del qual no es precisa el nombre.)

## Definició teològica
La missa tridentina constitueix l'esplendor litúrgica del dogma catòlic, nombroses són les expressions que al llarg de la història han confirmat res. El món catòlic abraça la seva litúrgia amb especial devoció, mentre ella és la renovació del sacrifici de la Creu de Jesucrist. Per les paraules del Cànon Romà, en la Missa Tradicional, l'oblació de Crist com a Fill de Déu, i Víctima Divina és renovada realment, al punt que l'església ensenya que així com en el Calvari Crist es va oferir com Víctima per a la salvació dels homes, de manera cruenta (és a dir, amb efusió de sang), així mateix en l'Altar, en cada Missa, es renova veritablement aquest acte, només que de manera incruenta (és a dir, no hi ha efusió de sang).
El Cànon Romà de la Missa Tradicional conserva les paraules mateixes que Jesucrist va instituir a l'Últim Sopar. A aquest punt representa la litúrgia la doctrina catòlica, que molts van ser els acatólicos que la van combatre, com Luter quan deia "destruïm la Missa, i destruirem l'Església", així com nombrosos els que la van apreciar per la seva solemnitat i bellesa, fins i tot des del punt de vista artístic o cultural, com ara el famós historiador alemany Leopold von Ranke (cf. el seu llibre "Història dels Papes").
És l'acció més preuada pels catòlics, i el centre sobre el qual gira la fe catòlica. "Una sola Missa dona més glòria a Déu, que totes les santes accions dels homes", diu Sant Alfons Maria de Liguori en el seu llibre "De la santedat i dignitat sacerdotal".

## Privilegis litúrgics a Espanya
L'església espanyola (i per efecte a tots els països hispànics) té una sèrie de tradicions pròpies en celebrar la Santa Missa pel ritu romà. En alguns casos es tracta de privilegis concedits pels papes al clergat d'Espanya (Butlles Ad hoc Ens Deus de Pius V datada el 16 desembre 1570, i Pastoralis officii de Gregori XIII del 30 desembre 1623), i en altres, de tradicions inveterades. Excepte manifesta contradicció, aquestes tradicions poden usar-se també amb el Novus Ordo, de fet algunes segueixen presents en diverses parròquies i altres, encara que ja en desús, van continuar durant els anys posteriors al Missal de Pau VI. Algunes d'aquestes tradicions han estat conservades en territoris anteriorment pertanyents a Espanya: Amèrica del Sud, Filipines, etc.
- Prevere assistent.  El prevere assistent, amb capa pluvial, era de rigor en la primera missa d'un nou sacerdot, per altra banda és un privilegi prelatícia, que comparteixen per gràcia especial els provincials franciscans i carmelites (així com el cànon, la palmatòria i el tronetto). No obstant això, a Espanya, hi ha un ús antiquíssim que permet que qualsevol sacerdot pugui ser ajudat per un prevere assistent en tota Missa solemne; aquest ús es va confirmar per un decret de la Sagrada Congregació de Ritus al Bisbe d'Urgell el 1883. Evidentment el prevere assistent, com el seu nom indica, ha de ser un sacerdot.
- Asperger per un altre sacerdot que no sigui el celebrant . A misses solemnes o cantades celebrades per un sacerdot constituït en dignitat, un altre amb sobrepellís i estola acompanyat per dos acòlits pot fer l'aspersió abans de la missa major dominical.
- El calze preparat . El calze pot estar preparat per endavant sobre l'altar per a les misses resar, ja estès sobre els corporals, el missal obert i registrat. Poden posar-se el vi i l'aigua immediatament abans d'iniciar la missa. De fet així es fa en el ritu dominicà.
- El portapau . Amb ell es dona la pau a les misses sense ministres sagrats. L'acòlit el pren amb un vel de seda blanca, s'agenolla al costat del sacerdot i aquest besa l'altar i després el portapau dient "Pax Tecum". L'acòlit respon "Et Cum Spiritu Tuo" i porta el portapau al clergat i al poble, d'aquest, si més no més importants o els primers de cada banc dient "Pax Tecum" i donant-lo a besar. Si hi ha altes autoritats presents sempre era cortesia portar la pau. Fins i tot en el Novus Ordo pot utilitzar-se el portapau per portar la pau a les autoritats.
- Al Confiteor . Afegir al Confiteor el nom del titular de l'altar o església, per exemple: "... beat Ioanni Baptistae, Sanctis Apostolis Petro et Paulo, beat Joseph, omnibus Sanctis et vobis fratres ... etc ". (Evidentment aquest privilegi no és practicable al Novus Ordo, en haver suprimit el nom dels Sants al Confiteor).
- Turiferari que no sigui diaca . Un acòlit pot encensar al cor i als ministres en la Missa solemne. Naturalment, el diaca és qui encensa el celebrant.
- Evangeli des del púlpit . Igual que l'epístola, de cara al poble, en l'ambó. En moltes de les nostres catedrals i esglésies principals es veuen encara aquests bonics popets a banda i banda del presbiteri o del cor, sovint amb un tercer trona que és el propi del sermó.
- La Col·lecta "Et fàmuls osa ". S'afegia sempre (llevat de les misses de rèquiem) per única conclusió, ja sigui a la col損ecta només, ja a la secreta i la postcomunió, fins i tot a Roma es deia a l'escola espanyol i a l'església de Montserrat. Era privilegi per a Espanya concedit pels papes Pius V i Benet XIII, i confirmat per decret de la Sagrada Congregació de Ritus de 13 de juliol del 1675. S'hi resava pel papa, el bisbe, el rei, familiars, poble i exèrcit.
- La ramal o pal rodona  amb una nanseta o botonet és ús exclusiu d'Espanya. Es cobreix amb ella l'hòstia a la patena fins a l'ofertori. El seu origen pot ser el següent: la pal quadrada a Espanya era de reduïdes dimensions, sovint sense encartonat, i es posava dins del corporal doblat, de manera que en desplegar-quedava en el quadrant mitjà dret. Mai sortia la pal del corporal, sens dubte per respecte, en haver estat en contacte amb el sanguis que després de l'Autoritat i la presumpció podria haver quedat a la vora de la copa del calze. Sent impensable cobrir l'hòstia directament amb el vel del calze, es va idear la fillola per protegir fins a l'ofertori. És curiós que els termes ramal i pal s'usen, segons les regions, per a referir-se a l'una o a l'altra, cosa que causa confusió en llegir alguns manuals de cerimònies antics. Les filloles n'hi ha encartonades i sense encartona.
- La cullereta  es fa servir per afegir aigua al vi en el calze, a Espanya, i en alguns països sud-americans. Poques vegades a Itàlia i en alguns llocs a Alemanya i Anglaterra. Contempla el seu ús un decret de la Sagrada Congregació de Ritus.
- Doble corporal . L'esmenten autors del XIX, i a Saragossa es va estar utilitzat fins als anys seixanta. Es tracta simplement de la pràctica de desplegar no un sinó dos corporals, el "veritable" de lli senzill i un altre una mica més gran molt emmidonat amb brodats i profusió de puntes.
- Les palmes de les mans voltes cap a l'altar, quan el sacerdot estén les mans pot tenir les palmes "ad altare diverses".
- La palmatòria  és la versió hispana del tercer ciri o ciri del Sanctus (a Mèxic l'anomenen Tercerilla) de què parla el missal. Fins i tot en el de Joan XXIII hi ha una referència a aquest ús permetent que continuï. A Anglaterra hi ha un ciri a la credença, a Itàlia hi ha a vegades un candeler adossat a la paret prop de la credença, o prop de l'altar, o fins i tot adossat a la grada del costat de l'epístola. Només entre els espanyols es fa servir el ciri amb palmatòria, que estrictament és un privilegi prelatícia, encara que nosaltres ho hem estès a tots els sacerdots. La palmatòria s'encén a la credença després sonar el Sanctus i es col·loca sobre la taula de l'altar del costat de l'epístola, paral·lela al corporal i no gaire lluny de l', es porta per a la comunió acompanyant al Santíssim, a menys que hi hagi ceroferaris; si hi ha dos acòlits, el de l'esquerra porta la palmatòria, si un, amb la dreta sosté la patena de comunió i amb l'esquerra agafa el mànec de la palmatòria, afegint extrem sobre l'angle del braç dret. Els prelats usen palmatòria tota la missa, al costat del missal.
- Bany amb aiguamans  és també d'ús prelatícia, però estès a Espanya a tots els sacerdots. En tots els altres països es fa servir la Setrillera de l'aigua i un plat de vidre senzill.
- Ornaments blancs i celestes de la Immaculada, sobre els que hi va haver plet i Roma va ordenar que s'utilitzessin mentre duressin, aquests i els seus semblants. Solució salomònica. Sembla que aquest ús es va originar al voltant de la polèmica immaculista de 1617. El papa Pius VII Chiaramonti per Breu de 1817.11.28 va atorgar privilegi per utilitzar el cel en la vuitena de la Immaculada a la Catedral de Sevilla, i el 1879.09.19 la Sagrada Congregació de Ritus ho va ampliar a tot l'arquebisbat, sempre que se celebrés missa de la Immaculada, i es concedirà després a totes les esglésies que ho demanin al Vaticà (decret 4083).
- El bonet espanyol . De quatre pics i diferent dels birrets que fan servir els sacerdots de la resta del món, però amb idèntic ús litúrgic. El model espanyol se l'anomena indistintament "bonet" o "birret". A l'estranger, només birret.
- Cíngol feixines . Ja obsolet, és una faixa amb dos caigudes acabades en borles, que porta el celebrant com cíngol. La faixa és del mateix teixit que els ornaments, o aquesta brodada ricament. Per ajustar segons la circumferència del celebrant té unes cintes que es lliguen per darrere. Les caigudes són una a l'esquerra i una altra a la dreta, de manera que quedin simètriques amb el cos S'ha usat a Espanya, a Mèxic, etc.
- Musseta. Els rectors espanyols poden usar musseta sobre el roquet i sotana. Excepte particular privilegi, és negra amb les voltes morades.
- Ús de les dalmàtiques pels acòlits . Segons informació rescatada per l'historiador senyor Ramón de la Campa, al fitxer de la Catedral de Sevilla, que avui es troba dipositat al costat del General de l'arquebisbat de Sevilla al Palau Arquebisbal, es troben tots els litigis que hi va haver entre el Cabildo Catedral i l'Arquebisbe Jaume de Palafox Cardona (1684-1701), l'"home dels mil plets". El va pretendre abolir tots els usos particulars i privilegis de la seu sevillana: precedència del degà sobre el provisor eclesiàstic, danses dels sisos, ús d'ornaments blancs i celestes per la Immaculada ..., i l'ús de dalmàtiques pels ministres menors. Tots els plets van anar a Roma, el que ens interessa, entre d'altres, a la SCR. Va ser llarg, i no sabem com va acabar, el que sí que és cert que el costum es va perpetuar. Es va demanar que sembla a moltes catedrals d'Espanya, i totes responien afirmativament, l'ús de dalmàtiques per ministres llecs o clergues no ordenats, com a pròpia de la nostra nació. Una de les solucions suggerides és que fossin ornaments no beneïts, però això no va satisfer. Hi ha gravats dels viatgers del XIX que inclouen els ceroferaris i turiferari amb dalmàtiques. Fins i tot hi ha testimonis que en el seminari de Sevilla havia antigament dalmàtiques de tots els colors per quan el seminari assistia solemnement a la catedral. En el treball "Un exemple de patronatge nobiliari a la Catedral de Sevilla: la Capella de la Concepció Gran i Don Gonzalo Núñez de Sepúlveda" (El comportament de les Catedrals espanyoles. Del Barroc als historicismes, Múrcia 2003, pp. 425 ss.), del senyor Ramon de la Campa, en narrar l'inventari de la dotació de l'aixovar i festa de la Immaculada de 1656 cita un tern complet de brocat blanc d'or matisat en blau cel, un frontal gran per a l'altar major, onze frontals on es posen les relíquies, un drap de púlpit, una mànega de creu, etc., set dalmàtiques de ras blau i blanc amb els seus sanefes de brocatell per als ceroferaris i turiferaris, amb els seus albes de Rouen i faldons d'aquest ras, cíngol, cordons de seda blanca i blava.

## Edicions recents dels llibres litúrgics del ritual romà
1. Ofici diví: Breviari romà (1962), Martirologi (1922), Octavari (1902) i Leccionari breu (1914)
2. Missa: Missal romà (1962) i Memorial de ritus (1920)
3. Sagraments i sacramentals: Ritual romà (1953) i Instrucció clementina (1731)
4. Litúrgia pontifical: Cerimonial dels bisbes (1886) i Pontifical romà (1888)
5. Cant gregorià: Kirial (1905), Gradual (1907), Ofici de difunts, Cantorino (1911), Antifonari diürn, Cant de la Passió, Ofici de la Setmana santa i octava de Pasqua (1922).